# Bass D & King Matthew
Bass D & King Matthew je poznati nizozemski hardcore/gabber dvojac kojeg čine Eugenio Dorwart i Matthijs Hazeleger.
Eugenio je počeo nastupati u klubu u Bussumu sa samo 14 godina. Od tada je postupno nastupao u većim i većim klubovima. Čak je jedanput dosegnuo treće mjesto u Scratch-Mix prvenstvu i nizozemskom prvenstvu u house-mixingu u kojem je postao prvak za 1992. godinu sa samo 19 godina.
Matthijs je 1988. predstavio house program na radiju. 1992., Eugenio je bio gost u Matthijsovom programu gdje je pokazao svoj talent u miksanju. To je bio prvi put kada su se osobno upoznali, postali su prijatelji i godinu dana kasnije, odlučili su zajedno nastupati na zabavama i producirati glazbu. Suosnivači su događaja i glavni osnivači diskografske kuće Masters of Hardcore.

## Vanjske poveznice
- Diskografija
- Službena stranica (MOH)
- Bass D & King Matthew na Partyflocku  Arhivirana inačica izvorne stranice od 22. prosinca 2005. (Wayback Machine)